# Ponte do Rol
Ponte do Rol ist ein Ort und eine Gemeinde im mittleren Portugal.

## Geschichte
Im späten 3. Jahrhundert v. Chr. erreichten die römischen Eroberer das heutige Portugal und vertrieben zunehmend die hiesigen Lusitaner von den sichereren Anhöhen hinunter in Täler und Küstengebiete. So soll im heutigen Gemeindeort Gibraltar eine römische Ortschaft entstanden sein.
Eine Legende wird in der Gemeinde zur Gründung des heutigen Orts angeführt. So soll ein portugiesischer König hier auf der Jagd vorbeigekommen und herzlich von hiesigen Bewohnern aufgenommen worden sein. Er fragte sie daraufhin, was sie benötigten, und sie baten ihn um den Bau einer Brücke über den Rio Sizandro. Als er bei Aufbruch von ihnen an sein Versprechen erinnert wurde, soll er gesagt haben, es stehe an der Ponta do Rol (portugiesisch für: Spitze der Rolle). Eine Variante dieser Legende besagt, dass der Name auf die Anweisung des Königs an seinen Schriftführer zurückgeht, die Bitte der Einwohner in der Schriftrolle zu notieren (portugiesisch: (a)ponte no rol).
1530 wurde Ponte do Rol eine eigenständige Gemeinde.
Während der britisch-portugiesischen Verteidigung gegen die Napoleonische Invasion 1810 wurde Ponte de Rol eine Stellung der ersten Verteidigungslinie der Linien von Torres Vedras. Einige dieser Stellungen und Befestigungen sind erhalten geblieben, zwei von ihnen stehen heute unter Denkmalschutz.

## Verwaltung
Ponte do Rol ist Sitz einer gleichnamigen Gemeinde (Freguesia) im Kreis (Concelho) von Torres Vedras im Distrikt Lissabon. In ihr leben 2547 Einwohner auf einer Fläche von 10 km² (Stand 19. April 2021).
Folgende Ortschaften und Plätze liegen in der Gemeinde:
- Casal do Rio Verde
- Casal do Soito
- Casal do Telhadouro
- Casal Pedras Alvas
- Gibraltar
- Gondruzeira
- Pombal de Cima
- Ponte do Rol
- Soito

## Gemeindepartnerschaften
2006 initiierte die Gemeinde Ponte do Rol ein Projekt für eine Gemeindepartnerschaft zwischen portugiesischen Kommunen, die das Wort Ponte (portugiesisch für Brücke) im Namen tragen. Eine tiefere soziale und kulturelle Zusammenarbeit ist ihr Ziel. 13 Gemeinden sind diese Partnerschaft eingegangen und haben sich 2007 erstmals dazu zusammen gefunden:
- Ponte da Barca
- Ponte de Lima
- Vila da Ponte (Montalegre)
- Ponte (Vila Verde)
- Ponte (Guimarães)
- Vila da Ponte (Sernancelhe)
- Ponte de Vagos
- Aldeia da Ponte
- Regueira de Pontes
- Ponte de Sor
- Pontével
- Ponte do Rol
- Gâmbia-Pontes-Alto da Guerra